# Antonino de Sorrento
Antonino de Sorrento (fallecido en 625) fue un abad, ermitaño y santo italiano.
Nacido en Campagna,  dejó su ciudad natal para convertirse en monje en Monte Cassino. Durante ese tiempo, Italia sufría invasiones bárbaras y Antonino se vio obligado a abandonar ese monasterio. Monte Cassino había sido saqueado por los lombardos y los monjes escaparon a Roma para buscar protección del Papa Pelagio II. Antonino, sin embargo, se dirigió a Campania, y allí acabó en Castellammare di Stabia, donde era obispo San Catello. Catello, deseando convertirse en ermitaño, renunció a su cargo de obispo y se retiró a Monte Aureo, dejándole el rol de obispo de la ciudad a Antonino.
El deseo de seguir siendo ermitaño llevó a Antonino a convencer a Catello de que regresara a su sede. Antonino se retiró al propio Monte Aureo y vivió en una gruta natural. Sin embargo, Catello decidió nuevamente retirarse a esta montaña y dedicarse sólo esporádicamente a los cuidados de su diócesis.
Se dice que una aparición de San Miguel convenció a los dos de construir la iglesia de piedra ahora conocida como Monte San Angelo o Punta San Michele.
Posteriormente, Catello fue acusado de brujería por un sacerdote llamado Tibeyo (Tibeio) de Estabia y estuvo cautivo en Roma hasta que un nuevo Papa lo liberó. Catello regresó a Estabia y se dedicó a ampliar la iglesia que había ayudado a fundar. 
Mientras tanto, los habitantes de Sorrento convencieron a Antonino para que se estableciera en Sorrento. Antonino se convirtió en abad del monasterio benedictino de San Agripino, sucediendo a Bonifacio en este cargo.

## Veneración
Un milagro atribuido a San Antonino afirma que salvó a un niño de una ballena después de que esta criatura marina lo había tragado. Los sorrentini erigieron una cripta y una basílica en honor a Antonino. También se le atribuyó haber salvado la ciudad de muchos peligros: una invasión naval morisca; la revuelta del líder sorrentino Giovanni Grillo contra la dominación española, una posesión demoníaca, la peste bubónica, y el cólera. 